# Анабелин сан
Анабелин сан је југословенски краткометражни филм из 1966. године.

## Улоге
| Глумац                   | Улога |
| ------------------------ | ----- |
| Душан Бајчетић           |       |
| Соња Хлебш               |       |
| Велимир Бата Живојиновић | Сељак |